# Восьмикутник

Правильний восьмикутник

Площа правильного восьмикутника може бути обчислена, як площа обрізаного квадрату.

Восьмику́тник  (октаго́н) — багатокутник з вісьмома кутами.

## Правильний восьмикутник
Особливим випадком є правильний восьмикутник, який є опуклою фігурою з 8 сторонами рівної довжини і 8 однаковими кутами (внутрішній кут дорівнює 135 °). 
Він має наступні властивості (де a є довжина сторони правильного восьмикутника):
Площа поверхні: {\displaystyle S=2a^{2}\operatorname {ctg} {\frac {\pi }{8}}=2(1+{\sqrt {2}})a^{2}\approx 4{,}82843\cdot a^{2}}
Периметр: {\displaystyle L=8a\,}
Довжина радіуса описаного кола правильного восьмикутника: {\displaystyle R=a{\sqrt {\frac {2+{\sqrt {2}}}{2}}}}
Довжина радіуса вписаного кола правильного восьмикутника: {\displaystyle r={\frac {a(1+{\sqrt {2}})}{2}}}
Сума внутрішніх кутів опуклого восьмикутника дорівнює 1080°:
{\displaystyle \sum {\alpha =}(n-2)\cdot 180^{\circ }=6\cdot 180^{\circ }=1080^{\circ }}
Кут правильного восьмикутника дорівнює:
{\displaystyle \alpha ={\frac {(n-2)}{n}}\cdot 180^{\circ }={\frac {3}{4}}\cdot 180^{\circ }=135^{\circ }}

## Приклади використання
| Дорожний знак у формі правильного восьмикутника | Електрична кнопка в формі правильного восьмикутника | Сільничка в формі правильного восьмикутника |
| Коробка в формі неправильного восьмикутника     | Кошик у формі неправильного восьмикутника           | Парасоля в формі правильного восьмикутника  |